# Аветисян Сіран Гайківна
Сіран Гайківна Аветисян (вірм. Սիրան Հայկի Ավետիսյան; (18 квітня 1984 , Ханкенді )) — вірменська юристка, політична діячка невизнаної Нагірно-Карабаської Республіки (НКР). Міністр юстиції НКР (4 червня — 12 листопада 2020 року). Членкиня партії «Єдина Батьківщина».

## Біографія
Народилася 18 квітня 1984 року в Степанакерті.
Закінчила юридичний факультет Арцахського державного університету у 2006 році.
У 2006 році стала вчителем права в середній школі № 11 Степанакерта, паралельно викладаючи в університеті імені Месроп Маштоца.
1 липня 2008 року почала працювати помічником судді Верховного Суду Республіки Вірменія. З 2010 по 2017 року — завідуюча відділом управління та організації кадрами апарату судового департаменту Вірменії. Після цього, з 2017 по 2020 рік була заступником міністра юстиції Вірменії.
4 червня 2020 року Президент Арцаху Араїк Арутюнян призначив Аветисян міністром юстиції невизнаної республіки. 12 листопада 2020 року разом з трьома іншими членами партії «Єдина Батьківщина» подала у відставку зі своєї посади.